# اومربوژوویچی
اومربوژوویچی (به لاتین: Omerbožovići) یک منطقهٔ مسکونی در مونته‌نگرو است که در شهرداری توزی واقع شده‌است. اومربوژوویچی ۱۹۳ نفر جمعیت دارد.